# Webcam

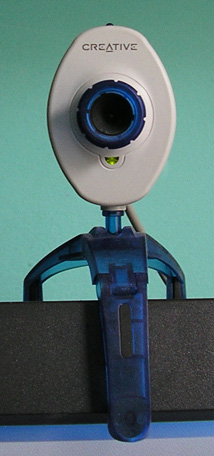
Một loại webcam

Webcam (viết ghép từ Website camera, viết tắt là wc) là loại thiết bị ghi hình kỹ thuật số được kết nối với máy vi tính để truyền trực tiếp hình ảnh nó ghi được lên một website nào đó, hay đến một máy tính khác nào đó thông qua mạng Internet.
Về cơ bản, webcam giống như máy ảnh kỹ thuật số nhưng khác ở chỗ các chức năng chính của nó do phần mềm cài đặt trên máy tính điều khiển và xử lý.
Ngày nay, nhiều webcam còn có thể dùng để quay phim, chụp ảnh rồi lưu vào máy vi tính, hoặc dùng trong công tác an ninh như truyền hình ảnh nó ghi được đến trung tâm kiểm soát từ xa, hoặc dùng như thiết bị liên lạc hình ảnh giữa con người với nhau (nói chuyện qua webcam truyền hình ảnh bằng internet)